# CASA C-207 Azor
Le CASA C-207 Azor est un avion de transport militaire espagnol dont le premier vol date du 28 septembre 1955. Il a été retiré du service dans les années 1980. Il était utilisé pour le transport de personnel ou de fret ou encore le parachutage de soldats ou de caisses.

## Versions
Il se décline en 3 versions avec un total de 22 appareils construits (dont 2 prototypes).
- C-207A: il s'agit des deux prototypes qui ont été intégrés plus tard dans l'armée de l'air espagnole.
- C-207B: Version pouvant accueillir 40 passagers ou 400 kg de fret. 10 construits.
- C-207C: Version avec de larges portes arrière pouvant accueillir 37 parachutistes.

## Utilisateurs
- Espagne: l'armée de l'air espagnole utilisa tous les appareils construits.